# Fronteira Alemanha–Polónia
A fronteira entre a Alemanha e a Polônia é a linha de 456 km de extensão, maioritariamente no sentido norte-sul, que separa o leste da Alemanha (antiga Alemanha Oriental) do território da Polônia. Estende-se do norte, litoral do Mar Báltico, nas proximidades do porto de Estetino (Szczecin) - Polônia até a fronteira tríplice Alemanha-Polônia-República Checa, sendo formada parcialmente pelos rios Oder e Neisse.

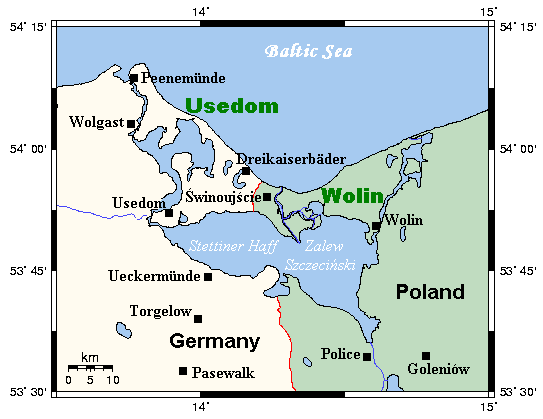
A fronteira germano-polaca junto do Mar Báltico divide a ilha de Usedom.

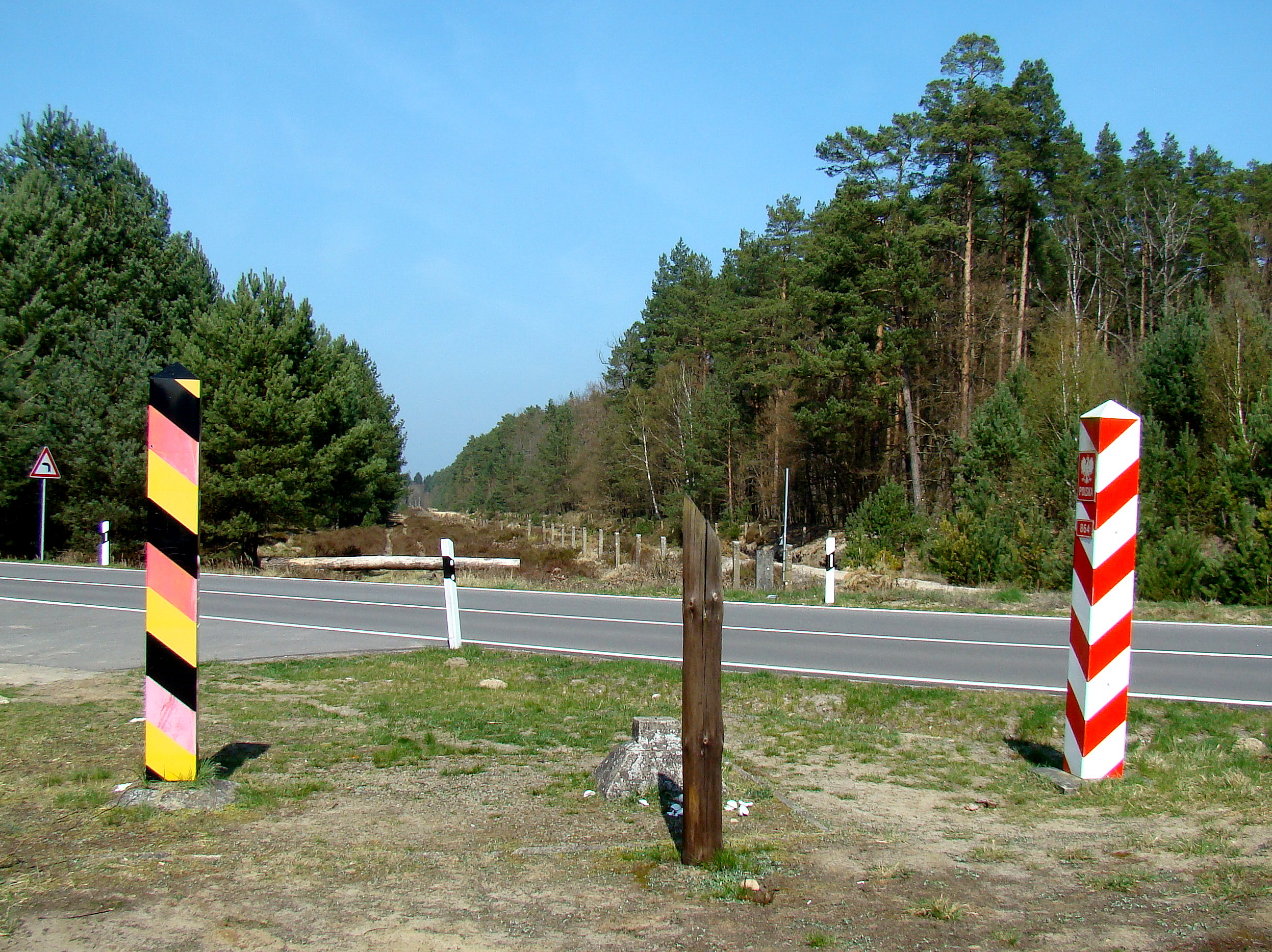
A fronteira germano-polaca (Ueckermünder Heide).

Separa (norte para sul) os estados (Länder) alemães de Mecklemburgo-Pomerânia Ocidental, Brandemburgo e Saxônia das Voivodinas polonesas da Pomerânia Ocidental, Lubúsquia e Baixa Silésia.

## História
A Polônia deixou de existir como nação em 1795, quando foi dividida entre três impérios: Russo, Império Austríaco, Império Alemão. Voltou a ter sua autonomia como nação em 1918, com o fim da Primeira Grande Guerra, quando passou a ocupar um território mais a leste (cerca de 200 km) do que o atual, ocupando então largo território da atual Bielorrússia. Não ocupava áreas das hoje Voivodinas de Pomerânia Ocidental, Lubúsquia, Baixa Silésia, nem a Prússia Oriental (hoje Vármia Masúria), que pertenciam então à Alemanha. Sua única saída para o mar, no Báltico era o porto de Danzig (hoje Gdańsk). Ao final da Segunda Grande Guerra passou a ocupar o atual território. A atual fronteira com a Alemanha foi até 1990 (Reunificação da Alemanha) a fronteira com a Alemanha Oriental.